# Dvořák (planetka)
(2055) Dvořák je planetka nacházející se v hlavním pásu asteroidů. Objevil ji český astronom Luboš Kohoutek 19. února 1974. Byla pojmenována podle českého hudebního skladatele Antonína Dvořáka. Kolem Slunce oběhne jednou za 3,51 let.